# Formatie van Vaals
De Formatie van Vaals of Vaalser Groenzand is een geologische formatie uit het laatste Laat-Krijt. De formatie komt voor in het zuiden van Nederlands en Belgisch Limburg. Ze bestaat uit een kust-afzetting van glauconiet- en kleihoudend zand en heeft meestal een donkergroene kleur, die veroorzaakt wordt door het mineraal glauconiet, een waterhoudend ijzersilicaat. Bruine vlekken worden veroorzaakt door roest (ijzer(III)oxide).
De Formatie van Vaals is een aquitard, een ondoordringbare laag die zo compact is dat het grondwater er door wordt tegengehouden en niet dieper in de bodem kan zinken.

## Voorkomen
In het noorden wordt de formatie begrensd door de Heerlerheidebreuk op enkele kleine uitzonderingen na. De Formatie van Vaals dagzoomt lokaal in de omgeving van Vaals en in het zuidelijke Geuldal. Ook in het Noordal is de Formatie van Vaals te vinden. Hier ligt ze dicht onder de dalbodem van het riviertje de Noor, onder een kalksteenpakket (Formatie van Gulpen). Op plekken waar het Groenzand vrijwel aan het oppervlak ligt is ze afgedekt met een dunne laag löss uit de Pleistocene Formatie van Boxtel. Zuidelijker in het Noordal, in België ten zuiden van de Sint-Martens-Voerenbreuk, ontbreekt de formatie of zit ze dieper in de aardbodem.
Aan de noordzijde van de Sint-Martens-Voerenbreuk is de grondwaterstand wegens het voorkomen van het slecht-doorlatende Groenzand veel hoger dan ten zuiden van de breuk. Ten noorden van de breuk zijn er diverse bronnetjes. Dat terwijl zuidelijker van deze breuk het water beter de grond in kan zakken door de goede doorlatendheid van de aldaar aanwezige kalksteenafzettingen. Verder ontbreekt de formatie van Vaals in het westen van de Voerstreek, Moelingen en 's-Gravenvoeren. Op die plekken zijn ook weinig bronnen. Het Groenzand bevindt zich weer wel ten zuiden van Moelingen, bij Wezet en omgeving.
Op verschillende plaatsen komt het Vaalser Groenzand aan de oppervlakte. Waar deze grondlaag doorsneden wordt, bijvoorbeeld door een holle weg, kan de ontsluiting erg lokaal van aard zijn. Op die plaatsen komt vaak grondwater naar buiten dat zich boven de ondoordringbare laag bevindt.

## Stratigrafie
Boven op de Formatie van Vaals volgt normaal gesproken met een discordantie de Formatie van Gulpen, een zeeafzetting van zacht kalksteen (Limburgse mergel) met een mogelijke dikte van tientallen meters. In het onderste deel bevat ook die formatie glauconiet en in de bovenste helft worden veel vuurstenen aangetroffen.
Onder de Formatie van Vaals ligt de Formatie van Aken, die bestaat uit glauconiethoudend zand. Al deze formaties zijn onderdeel van de zogenaamde Krijtkalk Groep.
De Formatie van Vaals bestaat uit:
- Zand van Benzenrade: cyclisch opgebouwde lagen kalk en glauconiethoudend silt
  - Horizont van Benzenrade
- Zand van Terstraten: glauconiethoudend silt met dunne lagen zand en harde knollen
  - Horizont van Terstraten
- Zand van Beusdal: cyclisch opgebouwde lagen fijnkorrelig glauconiethoudend en silthoudend zand met harde lagen en knollen
  - Horizont van Beusdal
- Zand van Vaalsbroek: cyclisch opgebouwde lagen glauconiethoudend silt en dunne zandlagen
  - Horizont van Overgeul
- Zand van Gemmenich / Zand van Grenspaal 7: cyclisch opgebouwde lagen glauconiethoudend silt en fijnkorrelig zand
  - Horizont van Vaalsbroek (fossielenvindplaats Müller)
  - Horizont van Gemmenich / Horizont van Grenspaal 7
- Zand van Cottessen: cyclisch opgebouwde lagen glauconiethoudend silt en zandlagen
  - Horizont van Cottessen
- Zand van Raren: cyclisch opgebouwde lagen fijnkorrelig glauconiethoudend zand met lagen schelpen/lenzen
  - Horizont van Raren

## Ontstaan
De Formatie van Vaals is ontstaan tijdens het Campanien (ongeveer 83-70 miljoen jaar geleden), tijdens het verder naar het zuiden oprukken van de Krijtzee. De oudere Formatie van Aken heeft nog een kustnabij afzettingsmilieu, terwijl de zanden van de Formatie van Vaals verder uit de kust werden gevormd. Dat is af te leiden uit het voorkomen van glauconiet, dat zich alleen vormt in de nabijheid van een kust in warm zeewater van geringe diepte.
In de formatie worden fossielen van slakken, schelpen, stekelhuidigen en inktvisachtigen gevonden. De oudste resten van mosasauriërs komen uit de Formatie van Vaals. Ook zijn er resten gevonden van fossiele zeegrassen, waaronder een stengel van Thalassocharis mülleri bij Holset.

## Typelocatie
De typelocatie van de Formatie van Vaals is de omgeving van de Vaalserberg bij het Drielandenpunt.

## Oudere benamingen
W.M. Felder, die veel onderzoek heeft gedaan in het gebied, noemt diverse namen die in het verleden in de wetenschappelijke literatuur zijn gebruikt voor de Formatie van Vaals:
- Smectite de Herve (D'Omalius D'Halloy, 1808)
- Grünsand von Vaals (Debey, 1849)
- Système Hervien (Dumont, 1850)
- Zand van Herve (Staring, 1860)
- Assise de Herve (Rutot - Van Den Broek, 1886)
- Groenzand van Herve (Uhlenbroek, 1911)[7]
- Krijt van Herve (Uhlenbroek, 1912)
- Groenzand van Vaals (Pannekoek, 1956)